# 山岡陸
山岡 陸（やまおか りく、1995年8月8日 - ）は、大阪府・大阪市出身のプロバスケットボール選手である。身長177cm、体重68kg、ポジションはシューティングガード。愛称は「KEY（キー）」と呼ばれている。プロバスケットボールチームトライフープ岡山5人制チーム創設時の初代契約選手の1人。

## 来歴
大阪府大阪市出身。
北陸高等学校に進学。2012年ウインターカップでは全国4強入りを果たす。柿内輝心世代。
北陸高等学校卒業後、芦屋大学へ入学。西宮ストークスの育成選手として兵庫インパルスに入団。2シーズンキャプテンを務める。
2018年、大学を卒業後プロチームのトライアウトを受ける。トライアウトに合格。
岡山県のプロバスケットボールチームであるトライフープ岡山と契約。トライフープ岡山5人制チーム創設時の初代契約選手となる。
全日本社会人地域リーグチャンピオンシップにてベスト8入りを果たす。

## 経歴
北陸高等学校
- 芦屋大学
- 兵庫インパルス(2014-2018)
-トライフープ岡山(2018- )